# Shinya Takahashi
Shinya Takahashi (高橋伸也, Takahashi Shinya, 9 de novembro de 1963) é um projetista e produtor japonês de jogos eletrônicos que trabalha para a Nintendo, atualmente na capacidade de gerente-geral de sua divisão Nintendo Entertainment Planning & Development e também gerente executivo da empresa como um todo.